# Ponta Manjona
A Ponta Manjona é uma formação geológica costeira de São Tomé e Príncipe, localizada a Oeste da ilha do Príncipe. Este acidente geológico localiza-se próximo à Praia da Ribeira Izé, ao ilhéu Bombom e à Ponta da Furna.